# Per Stureson
Per Stureson, född 22 mars 1948, är en svensk racerförare. Han är far till racerföraren Johan Stureson.
Stureson hade stora framgångar i standardvagnsracing med Volvo 242 Turbo under 1980-talet. Främsta meriten blev totalsegern i Deutsche Tourenwagen Meisterschaft 1985.
Efter avslutad karriär har Per Stureson varit engagerad i sonen Johans racingkarriär med stallet IPS Motorsport.